# Teresa Canela i Giménez
Teresa Canela Giménez (4 de març de 1959) és una Mestra Internacional Femenina d'escacs catalana. La seva germana, Conxita Canela, també és jugadora d'escacs i campiona de Catalunya.
Ha estat sis cops Campiona de Catalunya els anys 1975, 1976, 1978, 1982, 1983 i 1985, i subcampiona en quatre cops, en els anys 1974, 1977, 1981 i 1984.
El 1987 va guanyar el torneig zonal de Portugal, classificatori pel torneig interzonal. Al torneig interzonal, classificatori pel Campionat del món d'escacs femení, jugat a Tuzla el 1987, fou setzena de divuit jugadores.
Teresa Canela ha participat, representant Espanya, en cinc Olimpíades d'escacs en els anys 1976, 1984, 1986, 1986 i 1990 (dos cops com a 1r tauler), amb un resultat de (+14 =14 –15), per un 48,8% de la puntuació. El seu millor resultat el va fer a les Olimpíada del 1984 en puntuar 4 de 7 (+3 =2 -2), amb el 57,1% de la puntuació. A l'Olimpíada del 1976 va guanyar la medalla de bronze per equips.